# Discoverer 36
Discoverer 36 – amerykański satelita rozpoznawczy. Stanowił część tajnego programu CORONA. Jego zadaniami miało być wykonanie wywiadowczych zdjęć Ziemi o niskiej rozdzielczości. Kapsuła powrotna z negatywami wróciła po czterech dniach na Ziemię (satelita wykonał 64. okrążeń globu). Była to najlepiej przeprowadzona misja serii Keyhole-3 satelitów Discoverer. Ładunkiem dodatkowym wyniesionym przez satelitę, był inny satelita, OSCAR 1.
Kapsuła została wyłowiona z Oceanu Spokojnego przez niszczyciel USS „Renshaw” (DDE-449). 
Pomyślnie wystrzelone misje Keyhole-3, czyli Discoverer 29, Discoverer 30, Discoverer 32, Discoverer 35 i Discoverer 36, zużyły razem 7521,24 metrów taśmy filmowej, na których wykonały 9918 fotografii.

## Ładunek
- Kamera panoramiczna C" (Double Prime), o ogniskowej 61 cm i rozdzielczości (na powierzchni Ziemi) 7,6 m
- Dwa monitory promieniowania kosmicznego: CRM-9A o CRM-9B
- Eksperyment pomiaru przestrzennej i czasowej dystrybucji elektronów
- Próbki wystawiane na działanie promieniowania kosmicznego

Dwie grupy klisz pokrytych emulsją czułą na promieniowanie jądrowe, ustawione pionowo i poziomo. Badały intensywność i kierunek promieniowania kosmicznego. Były czułe na neutrony, promienie X, i kwanty gamma. Eksperyment zawierał także próbki metali (w tym ziem rzadkich), wystawione na działanie środowiska kosmicznego

## Galeria

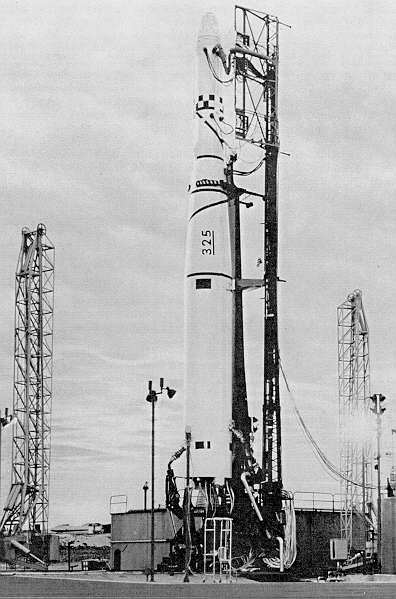
Thor Agena B, z satelitami Discoverer 36 i OSCAR 1, na stanowisku startowym
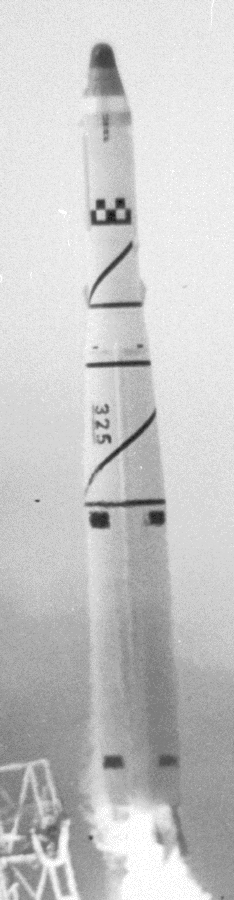
Moment startu rakiety Thor Agena B z satelitami Discoverer 36 i OSCAR 1
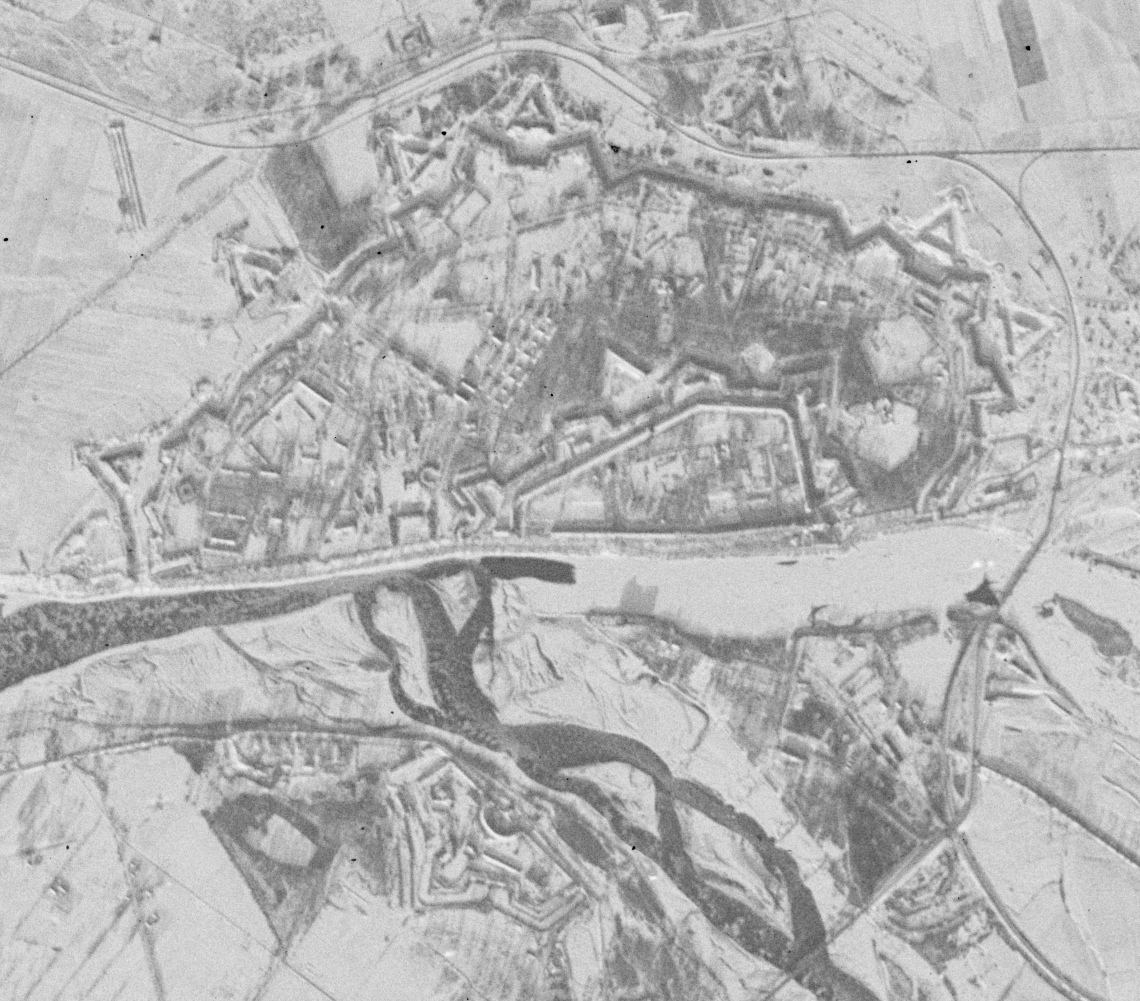
Zdjęcie satelitarne Twierdzy Modlin wykonane między 12 a 16 grudnia 1961 przez amerykańskiego satelitę wywiadowczego Discoverer 36.
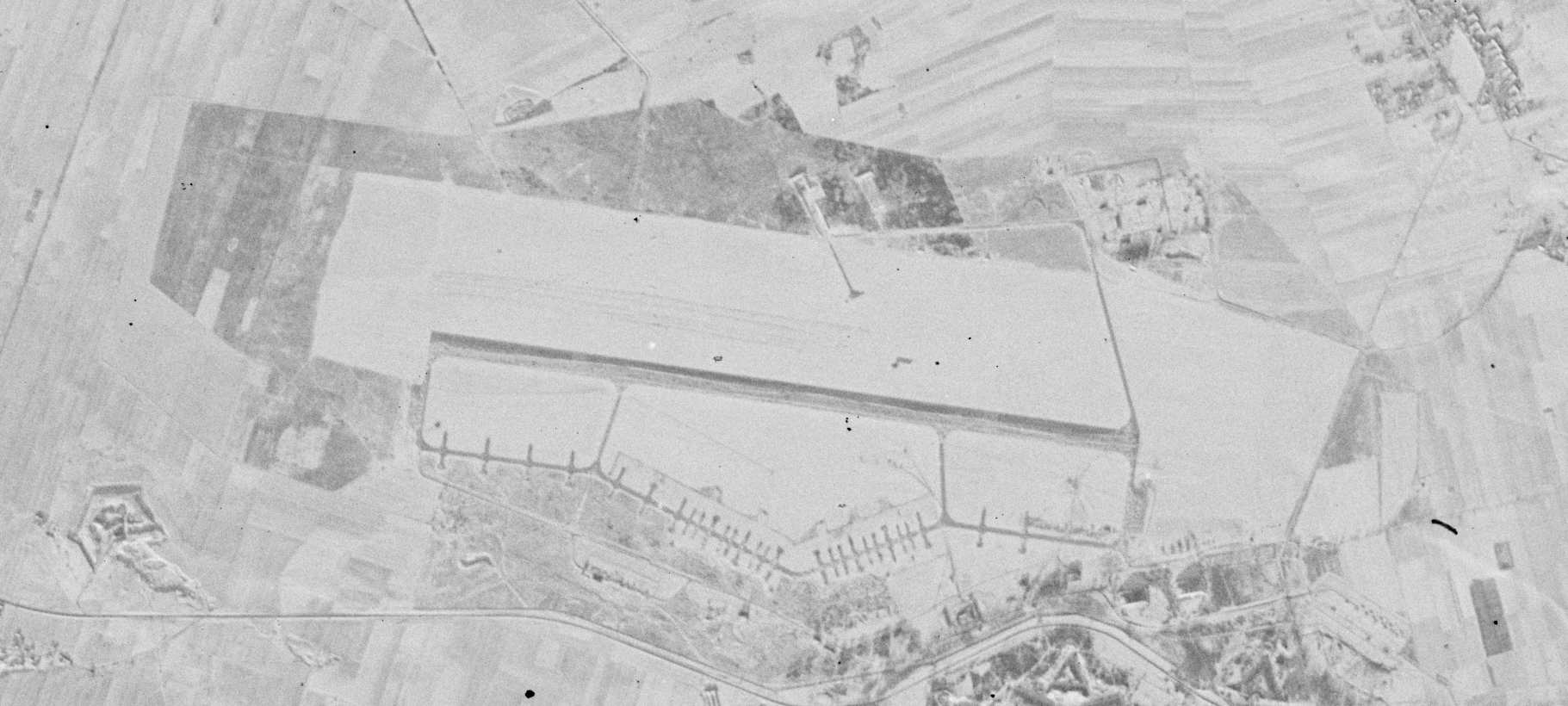
Lotnisko w Modlinie sfotografowane przez Discoverera 36
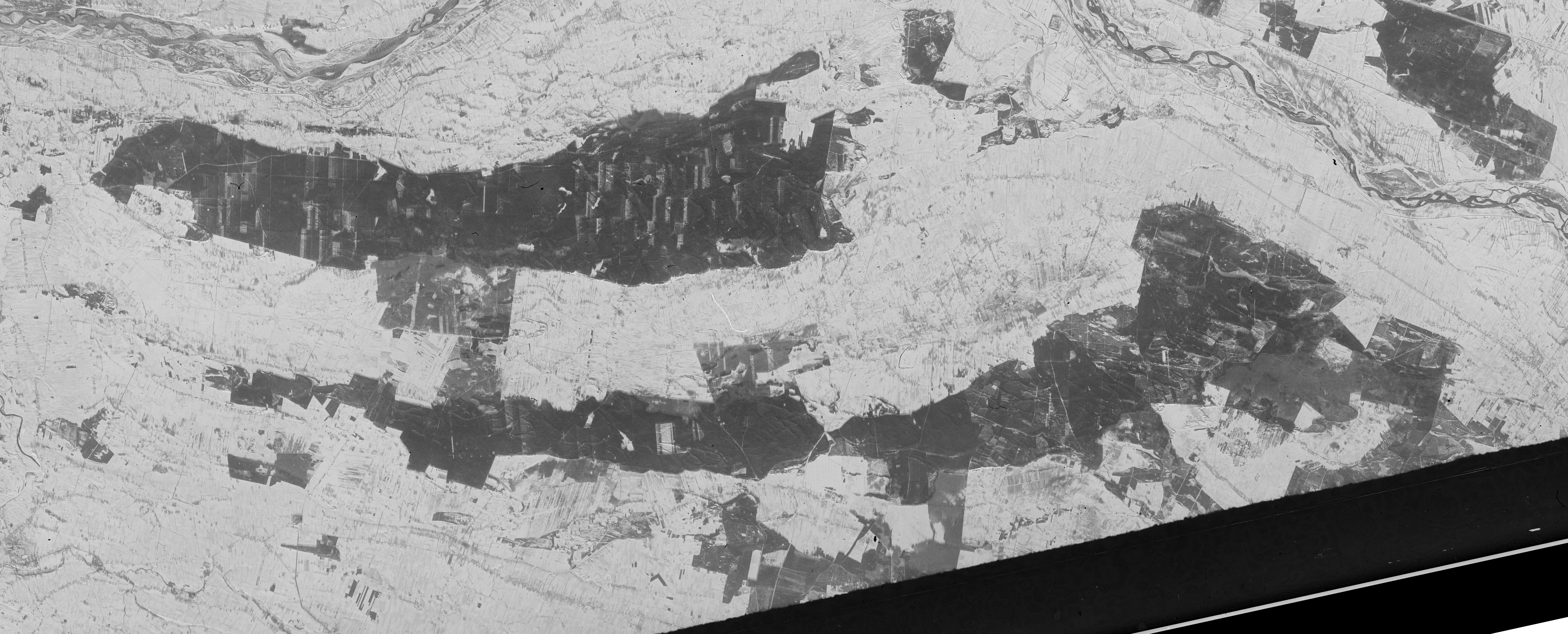
Puszcza Kampinoska sfotografowana przez Discoverera 36